# Aek Bolon Julu
Aek Bolon Julu is een bestuurslaag in het regentschap Toba Samosir van de provincie Noord-Sumatra, Indonesië. Aek Bolon Julu telt 249 inwoners (volkstelling 2010).